# 金華山トンネル
金華山トンネル（きんかざんトンネル）は、岐阜県岐阜市にある岐阜県道287号上白金真砂線のトンネル。
名前のとおり金華山（正確には丸山から金華山にかけて）を貫通するトンネルである。

## 概要
- 1987年（昭和62年）4月に開通した2車線のトンネルであり、全長804.4 m。一般道路だが、トンネルの手前に歩行者通行止め、自転車・軽車両通行止めの規制標識が設置されており、歩行者・自転車・軽車両の通行が禁止されている。
- 県道287号上白金真砂線は長良川左岸の道路である。長良川の川岸まで金華山が迫り、道幅が狭く落石の危険もある。金華山トンネルはその対策として計画された「長良川リバーサイドウェイ」[4]の一部を構成するトンネルである。
- 金華山トンネル東側から鵜飼い大橋の区間においてはリバーサイドウェイとして拡幅されたが、異常気象時には落石の危険性もあるため、当トンネルを含む鵜飼い大橋から長良橋通り（長良橋南交差点）までの区間（岐阜市日野 - 岐阜市大宮町1丁目：1.9 km）が雨量規制区間に指定されており、規制基準値（連続雨量120mmまたは時間雨量60mm）を上回ると交通規制される[5]。そのため、西坑口の手前には道路情報を表示する道路情報板が設置されている。
- 当トンネルはラジオの再放送を行っている。但し、岐阜県内を放送対象地域とするFM GIFU及びワイドFM（東海ラジオ、CBCラジオ、ぎふチャン）の再放送は行われていない。
- 当トンネル東坑口は長良川の河畔沿いにあるため、洪水時に当トンネルから市街地に浸水しないように、日本で唯一、トンネル内に水門（金華山トンネル陸閘マイターゲート）が設置されている[6][7]。
- 当トンネルの近傍には、岐阜市上下水道事業部によって市内上水道設備として造られた日本初の大規模地下空洞式配水池（鏡岩配水池）が存在する。螺旋状に建設された配水用の上部トンネルは、金華山トンネルを跨ぐように建設されている[8]。

## 諸元
- 全長：804.4 m[2]
- 幅員：8.5 m（車道幅員：3.0 m×2）
- 建築限界高：4.7m
- 完成：1987年（昭和62年）3月[2]
- 起点：岐阜県岐阜市金華山字水風呂谷地内[1]
- 終点：岐阜県岐阜市大宮町1丁目地内[1]
- 建設
  - 矢作・市川建設工事共同企業体（第1工区：岐阜市金華山字水風呂谷地内 - 同字赤ヶ洞地内）[1]
  - 竹中・大日本建設工事共同企業体（第2工区：岐阜市金華山字赤ヶ洞地内 - 同市大宮町1丁目地内）[1]
- 工費（請負契約）：604,024千円（第1工区）、681,990千円（第2工区）[1]

## 年表
- 1983年（昭和58年）12月 - 発注
- 1984年（昭和59年）
  - 2月24日 - 金華山トンネル起工式（西口）[9]
  - 11月2日 - 金華山トンネル起工式（東口）[9]
- 1985年（昭和60年）5月30日 - 金華山トンネル貫通[10][11]
- 1987年（昭和62年）4月1日 - 供用開始[3][12]